# Sprint Car

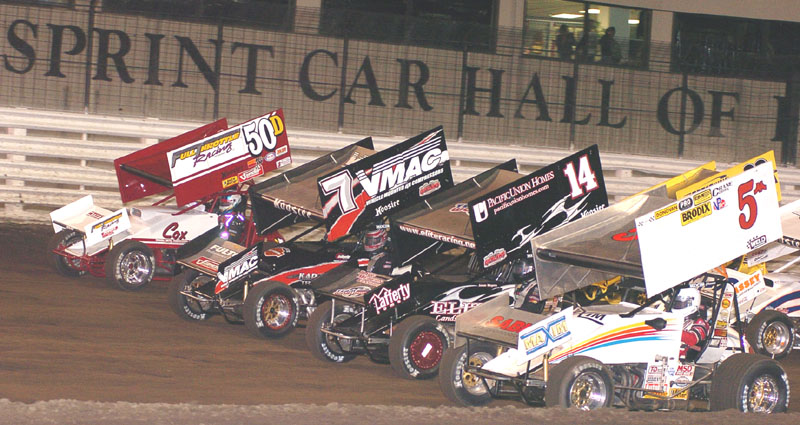
Corrida de sprint cars.

Sprint Car é um veículo criado para correr em circuitos ovais de terra batida ou faixas pavimentadas. A Sprint car racing é popular nos Estados Unidos , Canadá, Austrália, Nova Zelândia e África do Sul. Possuem alta relação de potência e peso, fazendo com que os carros atinjam velocidades superiores a 230 km/h. Geralmente  posuem  potência de 800 HP. Registros mostram que esse veículo teve a segurança melhorada por meio do uso de estruturas de segurança para proteger os motoristas. Muitos pilotos da IndyCar Series e da NASCAR fizeram estréia nessa categoria, antes mesmo de ingressar em suas respectivas categorias. Jeff Gordon, Tony Stewart, J. J. Yeley, P. J. Chesson, Sarah Fisher e Ed Carpenter são alguns desses pilotos.

## Tipos
- Sprint cars sem asas - São considerados os sprint cars tradicionais, desenvolvidos na década de 1930 como uma variação dos Indy Cars, pela ausência de aerodinâmica costumam ser mais lentos e mais perigosos comparados aos com asas, a United States Auto Club (USAC) é a principal categoria.

- Sprint cars com asas - Foram criados em 1958 por Jim Cushman, devido a aerodinâmeica costumam ser mais rápidos e mais estáveis, principalmente nas curvas, a principal categoria é a World of Outlaws.

- Midget cars - São versões menores dos sprint cars, podendo ser com ou sem asas, costumam ser usados em categorias de acesso.

- Micro sprints - Versões para pilotos amadores ou entusiastas.

- Veículo de sprint car sem asa de Tracy Hines
- Veículo de sprint car com asa de Sammy Swindell
- Midget car sem asa
- Micro sprint com asa

## Categorias
Dentre as categorias mais relevantes destacam-se a World of Outlaws (WoO), a All Star Circuit of Champions (ASCoC), a United Racing Company (URC), American Sprint Car Series (ASCS) e a United States Auto Club (USAC).